# Maks Fabiani
Max (Máximo) Fabiani (Kobdilj, 29 de abril de 1865 - Gorizia, 12 de agosto de 1962) fue un arquitecto y urbanista italiano.

## Juventud, escuela y estudio.
Max Fabiani nació en Kobdilj cerca de Štanjel, en el Craso esloveno.
Creció en el seno de una familia acomodada de 7 hijos y 7 hijas, siendo él fue uno de los más jóvenes. Al terminar la escuela primaria en su tierra natal acudió durante 7 años a la escuela secundaria de Realka en Liubliana (Elektrotehniško-računalniška strokovna šola in gimnazija Ljubljana, conocida como Vegova, por el nombre de la calle en la que se encuentra). En 1883 aprobó la selectividad. Estuvo entre los mejores estudiantes de su generación en la escuela. Albin Belar, un año más mayor que él, fue compañero suyo de colegio. En esos años en Ljubljana, Max, fue perfeccionando su conocimiento del idioma esloveno y alemán, así como del italiano y francés, como se lee en los escritos publicados en los informes escolares (jahresbericht, 1883). Se desplazó entonces a Viena a estudiar arquitectura en la escuela técnica. Dio muestra de su conocimiento y de sus capacidades en diversos campos y más adelante hizo el doctorado sobre el desarrollo urbanístico (Libubliana, Bielsko). Su doctorado fue el primero de este tipo en Viena. Al acabar sus estudios y el servicio militar emprendió un viaje de estudios desde Grecia hasta Asia menor (1892-1894). Viajó también por Europa occidental llegando hasta Bélgica. 

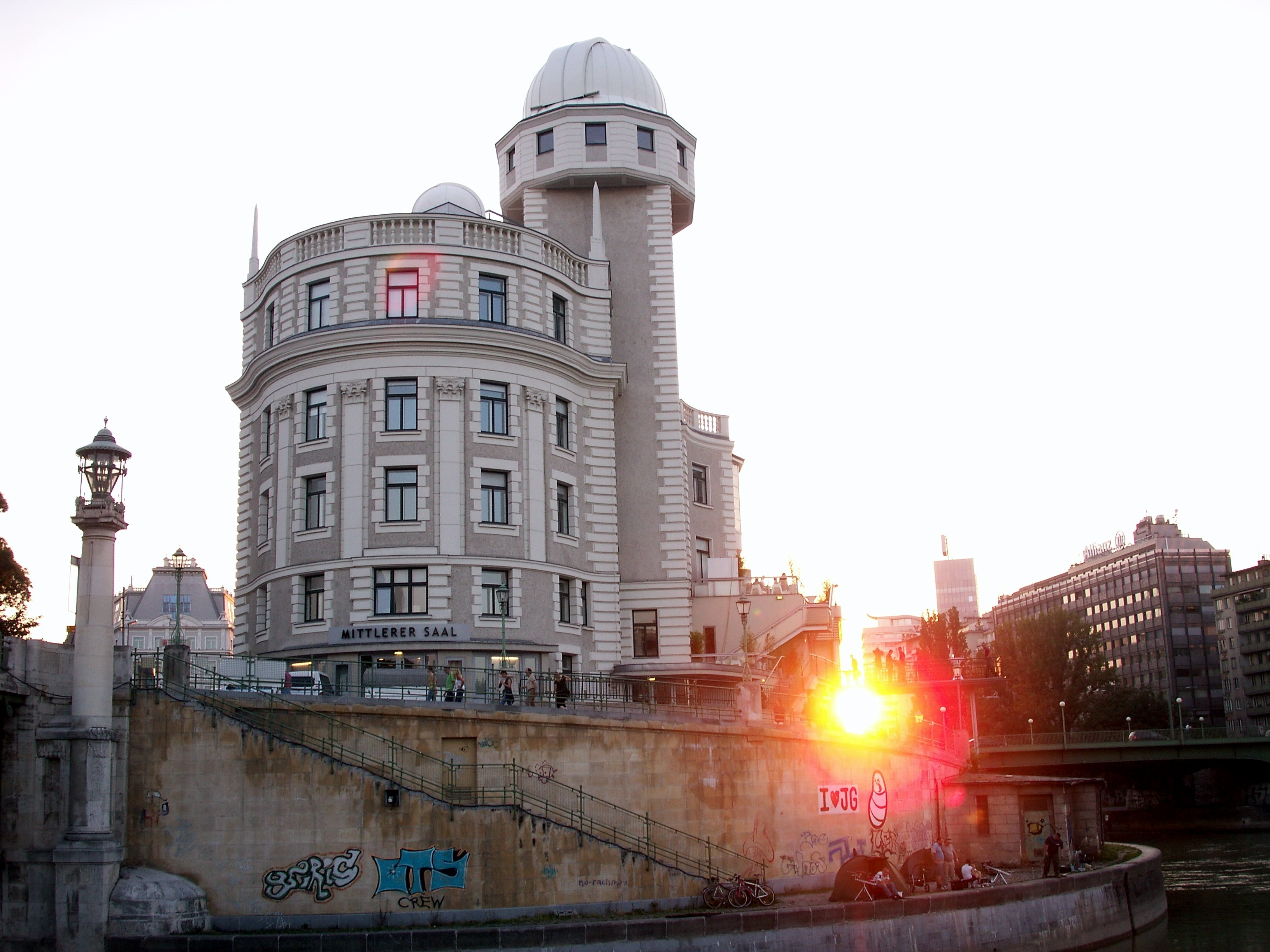
Urania en Viena (construido 1909/10) según los planes de Fabiani

## Periodo en Viena
Se convirtió en un destacado artista vienés, popular entre los círculos de la corte. Colaboró como asesor del príncipe Franz Ferdinand. Diseñó para él el castillo checo Konopište, especialmente los jardines. Sus palacios en Viena se encuentran principalmente en lugares muy elitistas: en Artaria (donde remodeló parcialmente la planta baja), en Urania (a la que más tarde se agregó una nueva entrada) y en la secesionista Portois & Fix. Siguiendo sus planos, construyeron la Casa Bartoli ricamente decorada y en el corazón de la ciudad de Trieste, la Casa Nacional Eslovena (dañanda en un incendio el 13 de julio de 1920), que fue su palacio más relevante por su diseño, y su amueblado, entre otros. 

## Regreso a su tierra natal (el Craso)
Cuando se estaba acabando la Primera Guerra Mundial, (a finales de 1917), se marchó de Viena a sus 53 años de edad, dejando tras de sí una brillante carrera universitaria y una fama internacional. Abandonó las comodidades metropolitanas y las presiones nacionalistas alemanas de la época de guerra. Regresó al Craso por el cariño que tenía a su tierra y su familia, especialmente hacia su madre. Comenzó a renovar allí los pueblos del Craso y de Furlanija. En octubre de 1918, fue nombrado Jefe de la Oficina para la Restauración de los Edificios Gorizia y Gradiska y antes de marzo de 1919, cuando se disolvió la oficina, agregó una escultura de piedra de un león veneciano sobre el portal de entrada del castillo de Gorizia. En el mismo año fue nombrado profesor en la Escuela Secundaria Gorizia.

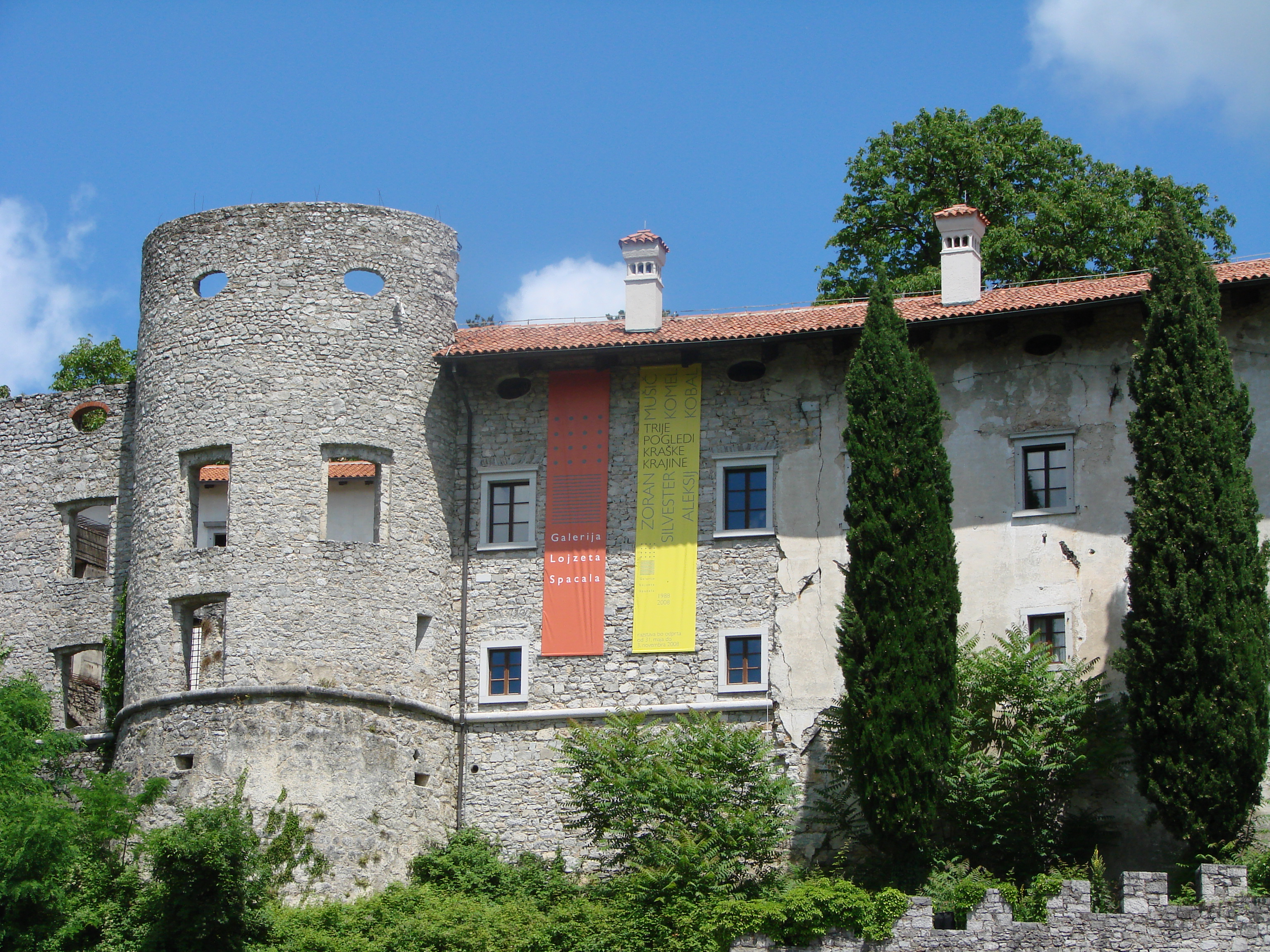
Castillo de Štanjel hoy

Fabiani adoptó muy temprano la ideología fascista y se unió al partido fascista en Gorizia en mayo de 1921, a pesar de que estos habían destruido su Casa Nacional de Trieste unos meses antes y de que le imposibilitaban un empleo digno. Es posible que tuviese la esperanza de que cambiase la actitud que mostraban hacia su arquitectura. Fue inscrito en la rama militar del Partido Fascista (MVSN), donde se convirtió en el líder de escuadrón el 15 de enero de 1989. Estos habían matada ya a 12 eslovenos rebeldes en la región costera ese año. También participó activamente en la unión fascista de ingenieros y arquitectos. Participó en reuniones en la prefectura de Gorizia, donde se discutió el tema de la italianización de los eslovenos. Tres veces fue recibido por Mussolini para tratar de los asuntos políticos en el Litoral esloveno. En 1935, el prefecto de Gorizia lo nombró el podestà (alcalde) del municipio de Štanjel, y Fabiani recibió el título de caballero (Cavaliere del Regno d'Italia), un premio a no muchos concedido por sus servicios al régimen y la patria. La casa comercial de Gorizia, construida según sus planos en 1903 y destinada a las organizaciones eslovenas, fue transformada por las autoridades en la Casa del Fascio. Fabiani organizó varias celebraciones donde, en colaboración con el secretario del partido, pronunció discursos para la gloria del régimen y la patria. El anciano alcalde era el jefe formal de una sección de la milicia fascista incluso durante el período de ataques multitudinarios al pueblo, arrestos y envíos a prisiones y campos de concentración italianos. En 1928, las autoridades de Kobdil arrestaron al hijo de Fabiani, por mostrar desacuerdo con la actuación del fascismo. Con la llegada de los partisanos al litoral esloveno en 1942 hubo ataques por parte de los escuadrones a los civiles eslovenos, como sucedió después de la batalla en el puente de Branica. Según algunas fuentes Fabiani siguió siendo fiel hasta el final al régimen fascista. El arquitecto diseñó durante este periodo la tumba lapidaria para su madre; en ella el texto aparece escrito, además de en alemán e italiano, también en esloveno, lo cual era algo muy poco frecuente. 
Un proyecto arquitectónico suyo de menor tamaño como podestà fue la casa Casa del Fascio en Stanjel. Para acelerar la italianización de la población nativa, las autoridades imaginaron una casa fascista de una sola planta con locales para la organización de diferentes actividades. Los arquitectos aprobaron el plan de Fabiani. La casa se abrió en septiembre de 1941, con una importante manifestación fascista en el Craso. La casa de Fabiani fue quemada junto con el rico archivo que contenía en Kobdil. 
Max Fabiani murió en Gorizia a finales de 1962. Está enterrado en el cementerio de su pueblo natal, cerca de Sv. Gregor

## Arquitecto y urbanista
Fabiani fue uno de los principales urbanistas de la monarquía austríaca y un innovador en la arquitectura de finales del siglo XIX y principios del XX. Fue profesor en la Universidad Técnica de Viena, asesor de arte de Franz Ferdinand e, informalmente, del alcalde de Liubliana, Ivan Hribar. Fue invitado como colaborador por Otto Wagner. Juntos escribieron un conocido libro sobre arquitectura moderna, aunque su autor principal y quien firmó fue Wagner. El libro sufrió una serie de reimpresiones y traducciones después de 1895. En una entrevista con la revista italiana La Nazione, publicada en 1966 (a título póstumo), el arquitecto declaró que Adolf Hitler trabajó brevemente en su estudio en Viena antes de la Segunda Guerra Mundial, y que le despidió debido a su falta de talento y dedicación. No hay evidencia documental de que sucediese realmente, por lo que la historia del a veces provocativo Fabiani, puede ser solo una leyenda . Su obra más famosa en Viena es el palacio con observatorio de Urania (1909-1910), ubicado a la altura del Ring vienés, junto al Canal del Danubio . 

### Arquitectura de Fabiani en Liubliana
Después del terremoto de Liubliana de 1895, Fabiani ideó un nuevo plan urbano para la ciudad y lo presentó audazmente con en un folleto especial tres años después. En base a este plan se formó lo que hoy conocemos como el centro de la ciudad delimitado por las calles: Masarykova, Njegoševa, Roška, Karlovška, Aškerčeva y Prešernova y alargándose hacia el Parque Tivoli. El arquitecto planificó todas las carreteras antes de conducir el primer automóvil a la ciudad. Fue él quien elaboró el plan de renovación de la ciudad después del terremoto colocando además edificios importantes que servirían como modelo en los puntos clave del urbanismo de la ciudad. Estos edificios son: la parroquia de Šentjakob cerca de Gornji trg y la escuela femenina al borde de Stari trg (especialmente el arreglo de las fachadas). Los dos edificios suponían una intervención en el núcleo medieval de Liubliana, estableciendo nuevas pautas urbanísticas a seguir sobre las alturas de los tejado, las dimensiones en planta y el esquema de distribución de espacios. Otros edificios de similar importancia son las casas de Krisper y de Kleinmayr Bamberg se alzan en las dos esquinas de la nueva calle de Miklošič, la primera cerca del Slovenski Trg, frente al Palacio de la Corte y la segunda a la altura de la calle de Dalmatin. El palacio de Hribar, con frentes antiguos y techos cuidadosamente diseñados, se encuentra en Ajdovščina y delimita sus dimensiones. Hay un antiguo liceo femenino al lado de la calle de Prešeren y de la calle de Šubič (al que se añadió el internado Mladika del arquitecto CM Koch). Ahora ambos edificios están ocupados por el Ministerio de Relaciones Exteriores. En un punto clave de la ciudad, Fabiani erigió un monumento a Prešeren; La en su momento polémica estatua fue realizada por el escultor Ivan Zajec.

### Intervención arquitectónica en Štanjel
A su regreso al Carso a fines de 1917, Fabiani fue quien dibujó los planos de prácticamente todo lo que se construyó en Štanjel en el periodo entre las dos guerras. Algunos de los planos para Štanjel, y para muchos pueblos y ciudades cercanas hasta las afueras de Friuli, fueron innovaciones conceptuales en Europa. Su diseño de instalación de fontanería para la villa Ferrari y el jardín escalonado que previó fueron también muy innovadores. 
El incendio de Kobdilj al final de la guerra, la privatización de la villa después de la independencia eslovena y la mala gestión política en Štanjel han hecho, durante largo tiempo, difícil reconocer el verdadero valor del jardín del Craso, sus terrazas y sus caminos. En el renovado castillo de Štanjel, que superaba en tamaño y alcance a todos los demás edificios de Fabiani en el Craso, el alcalde Fabiani estableció una oficina municipal, una escuela primaria, un centro de salud, una sala de cine, un gran salón de baile decorado con pinturas con murales y un almacén municipal. Novedosa fue también la colocación de diversos programas públicos en el castillo renovado. Fabiani continuó en Štanjel con el sistema de destinos conectados, que implementó en Urania y en la Casa Nacional de Trieste. El castillo, el centro cultural, la escuela y la oficina municipal del pueblo fueron incendiados antes del final de la guerra. El archivo de Fabiani también fue quemado.

## La importancia de la arquitectura de Fabiani
Nace Šumi señaló por primera vez la importancia de Fabiani como urbanista y arquitecto contemporáneo en Eslovenia y especialmente en Liubliana, el siguiente fue Marjan Mušič en varios escritos. Él mismo fue el autor clave de la primera gran exposición en la Galería Nacional ya en 1966. Marko Pozzetto valoró a fondo al arquitecto desde un punto de vista científico, especialmente, por sus obras en Viena y Trieste. Todos los investigadores posteriores se basaron en su investigación. Sacó a la luz docenas de planos urbanísticos que Fabiani había elaborado para varias zonas de Friuli, destruidas durante la Primera Guerra Mundial. Pocos de estos planos fueron firmados por Fabiani, por lo que todavía no tenemos una visión clara del conjunto de su trabajo urbanístico. Varias obras en Viena, Trieste Liubliana han sufrido cambios por diversas modificaciones y ampliaciones. El arquitecto Juri Kobe llevó a cabo una delicada intervención en Liceo femenino de Niñas en el Complejo Mladika, que ha resultado ser ejemplar. 
Sólo desde poco tiempo atrás se reconoce a Fabiani, junto con su contemporáneo Joze Plečnik, como los dos maestros que sentaron las bases de la arquitectura moderna en Eslovenia.

## Las obras más importantes
- Planos urbanísticos para Liubliana después del terremoto, 1895-1896, 1899
- Villa Schwegel, Opatija, 1901-1902
- Palacio de Artaria, Viena, 1901,
- Palacio de Portois y Fix, Viena, 1899-1909,
- Ayuntamiento, Vodmat, Ljubljana, 1897-1901
- colocación de bustos conmemorativos, Plaza de Karl, Viena,
- Plan para la organización del Slovenski Trg (Miklošičev Trg), Liubliana, 1895, 1902.
- Parroquia de Šentjakob, Gornji trg, Ljubljana, 1900-1908
- Casa Krisper, Miklošičeva, Liubliana, 1900-1901
- Casa nacional de Trieste, 1901-1904
- Palacio Hribar, Liubliana, 1902-1903
- Palacio Bartoli, Trieste, 1906-1908
- Colocación del Monumento Prešeren, Liubliana, 1901-1905
- Casa comercial, Gorizia, 1903-1905
- Liceo femenino con el internado Mladika, (ahora Ministerio de Asuntos Exteriores), Liubliana, 1906-1910,
- Palacio Urania, Viena, 1905-1910,
- escuela femenina en la plaza de Levstik, Liubliana
- Casa Bamberg, Miklošič, Liubliana, 1907
- Disposición de las rampas del parque Tivoli, Liubliana
- Pabellón Jakopič, Tivoli, Liubliana, 1908-1909
- Fábrica de Ringler, Bolzano, 1913, destruida
- Villa Storič y clínica, Komen, 1934
- Jardín de Villa Ferrari, Štanjel, 1920-1944
- Renovación del castillo, Štanjel, 1930 - 1944
- Iglesia parroquial Lokavec, 1933-1935
- Casa fascista, Štanjel, 1941
- Villa Max, Kobdilj, (destruida)
- Renovación de la finca Fabiani, Kobdilj
- Tumba de Fabiani, Kobdilj, 1940

## nombramientos en honor al arquitecto Max Fabiani
- Calle Fabiani en Liubliana
- Puente Fabiani en Liubliana
- Premio Fabiani al desarrollo urbanístico